# Кам'яний Брід (Старосілецька сільська громада)
Кам'яний Брід — село в Україні, у Старосілецькій сільській територіальній громаді Житомирського району Житомирської області. Населення становить 630 осіб (2001).

## Географія
Через село тече річка Бистріївка, ліва притока Мики.

## Історія
У 1906 році село Кам'яний Брід належало до Коростишівської волості Радомисльського повіту Київської губернії. Відстань від повітового міста 21 верста до заходу. Отримало назву від того що річка Бистріївка в цьому селі протікає між великими кам'яними скелями, між тим в простірі всієї течеї камені ніде більше не виявлені. Найбільша маса каміння знаходиться там де стоїть церква і дім священника. Доведено, що км'янобрідський камінь, складає доброго по якості та красі лабрадориту, рідко виявленого. З нього почали робити пам'ятники, столи, підвіконня, плитка та інші речі декору в побуті та (автооздоблені сучасне) що придає великої краси виробам з кам'янобрідського лабрадору.
Близько середини 16 століття Кам'яний Брід належав підчашію Іоанну Борейко, потім з 1770 року його зятю хорунжему Венденскому, Іоанну Міхаловському, а з 1782 його сину Іоанну та дочці, яка була одружена з Лотоцьким. В пізніший час частка (володіння) Міхаловського, по заставі перейшло в права і володіння Іоанна Станькевіча, у переліку 247 ревізскіх душ чоловічої статі і 1576 десятин землі, купили брати Сівіцкі Володимир і Варфоломій, на службі при колишньому генерал-губернаторі Бібікові. Частка Прокоповіча в числі 20-ти ревізських душ і 105 десятин землі, перед цим куплена Зежолом Дзержковським; а частка Лотоцькой, з 50-ти ревізських душ і 341 десятина землі, дісталась її племінниці Королаті Міхаловській. Жителів села в 1783 році було 385 душ різного полу.
Церква була дерев'яна, побудована 1782 році, в ім'я Архістратіга Михайла, навколо старої церкви землі було 37 десятин.
24 квітня 1903 року біля села «при обкопуванні скелі для кам'янотесних виробів» (як сказано у звіті Імператорської археологічної комісії) виявлено Кам'янобрідський скарб доби Русі.
12 червня 2019 року включене до складу новоутвореної Старосілецької сільської територіальної громади Коростишівського району Житомирської області. Від 19 липня 2020 року, разом з громадою, в складі новоствореного Житомирського району Житомирської області.